# Джироламо Фрескобальді
Джироламо Фрескобальді  (італ. Girolamo Frescobaldi, 9 вересня 1583, Феррара — 1 березня 1643, Рим) — італійський композитор, органіст та клавесиніст.
Народився у Феррарі. Навчався у відомого органіста і мадригаліста Луццаско Луццаскі та, імовірно, у Джезуальдо да Веноза. З 1607 року служив у церкві Санта Марія в Трастевере в Римі як органіст, а з 1608 року до самої смерті служив органістом у соборі Святого Петра, за винятком 1615 року, коли був органістом в Мантуї, і 1628–1634 років, коли служив органістом при дворі Медічі у Флоренції.
Фрескобальді є автором ряду мадригалів, мотетів і мес, творів для клавіру. Органну творчість Фрескобальді цінував Йоганн Себастьян Бах, який мав у себе копію збірки його творів органних італ. «Fiori musicali» («Музичний букет»), а також Генрі Перселл. Фрескобальді вважається першим в історії музики прикладом циклу варіацій на власну тему.

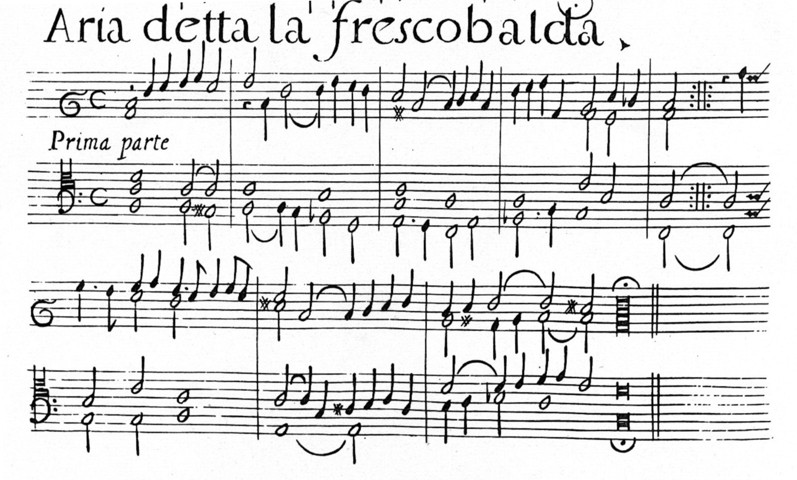
Факсимілія «Aria detta la Frescobalda» (1627), один з перших творів у варіаційній формі